# Dehaasia incrassata
Dehaasia incrassata là loài thực vật có hoa trong họ Nguyệt quế. Loài này được (Jack) Kosterm. miêu tả khoa học đầu tiên năm 1952.